# Єктаншур
Єктаншу́р (рос. Ектаншур) — річка у Шарканському та Воткінському районах Удмуртії, Росія, права притока Великої Ківари.
Починається на території села Чужегово, в південній його частині. Протікає дугою на північний схід. Впадає до Великої Ківари між річками Шурдашур та Гондирвайка. Похил річки становить 10,6 м/км.
Русло нешироке, у верхній течії створено ставок. Приймає невелику притоку праворуч. Середня і нижня течія проходять через ліс.
Над річкою розташоване село Шарканського району Чужегово.

## Цікаві факти
- Село Чужегово розташоване на річці Єктаншур, а річка Чужеговка, яка отримала назву від села, протікає за 3 км на захід від села і є притокою річки Шаркан.